# Шаля (Словакия)
Ша́ля (словац. Šaľa, нем. Schelle, венг. Vágsellye) — город в южной Словакии на реке Ваг. Население — около 22,2 тыс. человек.

## История
Шаля впервые упоминается в 1002 году. В 1252 Шалю сожгли монголы, в этом же году король Бела IV даровал Шале городские права.
XVI—XVII века прошли под знаком постоянной войны с турками. В XVII веке тут строится крепость.
В XVIII веке Шаля начинает развиваться благодаря своему порту Веча.
Сейчас Шаля — районный центр Нитрьянского края.

## Население
| Год:                | 1994   | 2004    | 2014    | 2024     |
| ------------------- | ------ | ------- | ------- | -------- |
| Количество человек: | 25 284 | 24 506  | 22 938  | 19 934   |
| Разница:            |        | −3,07 % | −6,39 % | −13,09 % |

## Достопримечательности
- Костёл св. Маргиты
- Замок семьи Турзо

## Археология
В Шале в речном галечнике найдена лобная кость взрослого неандертальца.